# Louis Duclos
Pour l’article homonyme, voir Duclos.
Louis Duclos B.A., B.Sc.Soc., M.A. Sc.Pol. Université Laval, M.B.A. (né le 2 août 1939) est un administrateur et homme politique fédéral du Québec.

## Biographie
Né à Québec, Louis Duclos est colonel honoraire lors de la création du 713e régiment des communications de Beauport en 1979 par son commandant le Lt-Col Michel Cliche.
Au Collège des Frères Eudistes à Québec il fréquente la famille de Sylvain Lelièvre, dont l'endocrinologue Michel Lelièvre. Il y rencontre aussi André Ouellet, proche de Jean Marchand.
Il réussit le concours d'admission aux affaires étrangères à l'automne 1963.
En 1964 il est président des étudiants de la Faculté des sciences sociales de l'Université Laval. Au sein de sa promotion mentionnons Denis de Belleval, Marcel Gilbert, etc.
Il est d'abord en poste aux Nations-Unies de novembre 1964 à février 1965, début 1966 il est en poste en Colombie entre 1966 et 1968 puis à Boston. À la fin de 1969 il quitte les affaires étrangères du Canada.
Au Ministère des affaires intergouvernementales du Québec (1969-1973), il a occupé le poste de coordonnateur des activités des délégations générales du Québec à Londres et à New York. 
En 1973, André Ouellet lui organise un rendez-vous avec Jean Marchand. 
Élu député du Parti libéral du Canada dans la circonscription fédérale de Montmorency en 1974, il est réélu en 1979 et en 1980. Il fut défait en 1984 par la progressiste-conservatrice Anne Blouin.
Durant son passage à la Chambre des communes, il est secrétaire parlementaire du secrétaire d'État aux Affaires extérieures de 1978 à 1979 et de 1980 à 1981.
Louis Duclos siège au conseil d'administration de l'organisme Adaptavie inc.
En 2016, il appuie Jean-François Lisée dans la course au leadership du Parti Québécois.